# Chenopodium badachschanicum
Chenopodium badachschanicum är en amarantväxtart som beskrevs av Nikolai Nikolaievich Tzvelev. Chenopodium badachschanicum ingår i släktet ogräsmållor, och familjen amarantväxter. Inga underarter finns listade i Catalogue of Life.